# IS-1
IS-1 (Iosif Stalin – Józef Stalin; IS-85) – radziecki czołg ciężki z okresu II wojny światowej. Był to pierwszy z serii czołgów IS, które zastąpiły w Armii Czerwonej czołgi KW.
Latem 1943 roku powstał w zakładach w Czelabińsku pierwszy model nowego czołgu ciężkiego. Początkowo nosił on oznaczenie "obiekt 237". Jego głównym konstruktorem był N. F. Szaszmurin. 8 sierpnia 1943, czołg został przyjęty do uzbrojenia Armii Czerwonej. Nowy pojazd otrzymał oznaczenie IS-1 lub IS-85. Czołg był uzbrojony w armatę D-5T kal. 85 mm. Miał masę ok. 44 t. Wyprodukowano tylko 107 egzemplarzy IS-1, ponieważ w tym okresie powstał czołg średni T-34-85 uzbrojony w identyczną armatę i zaszła potrzeba wzmocnienia uzbrojenia czołgu ciężkiego.
Na bazie czołgu IS-1 opracowano czołg IS-2.